# Robert Eitner

Robert Eitner

Robert Eitner (* 22. Oktober 1832 in Breslau, Provinz Schlesien; † 2. Februar 1905 in Templin) war ein deutscher Musikwissenschaftler, Quellenforscher und Bibliograph.

## Leben und Wirken
Eitner studierte in Breslau, eignete sich aber vor allem als Autodidakt seine Kenntnisse in der Musik an. 1853 ließ er sich in Berlin nieder, trat u. a. als Pianist auf und komponierte Klavierstücke und Lieder. 1863 eröffnete er eine Musikschule, doch seine historischen Studien brachten ihn vom Lehrberuf immer mehr ab.
1868 veranlasste er in Berlin die Gründung der Gesellschaft für Musikforschung und übernahm die Redaktion der von der Gesellschaft herausgegebenen Monatshefte für Musikgeschichte (1869–1904). Als weitere Publikationsreihe der Gesellschaft rief Eitner 1873 die Publikation älterer praktischer und theoretischer Musikwerke ins Leben. Darüber hinaus gab er eine Reihe rein bibliographischer Werke wie Bibliographie der Musiksammelwerke des 16. und 17. Jahrhunderts (Berlin 1877), das in zehn Bänden erschienene Biographisch-Bibliographisches Quellen-Lexikon der Musiker und Musikgelehrten der christlichen Zeitrechnung bis zur Mitte des neunzehnten Jahrhunderts (Leipzig 1900–1904) sowie ein Musiklexikon über niederländische Komponisten heraus. Eitner steuerte 399 Artikel zur Allgemeinen Deutschen Biographie (ADB) bei, die nahezu ausschließlich Musikern galten. Er war Mitglied des Vereins zur Erforschung alter Choralhandschriften behufs Wiederherstellung des cantus S. Gregorii des Trierer Dommusikdirektors Michael Hermesdorff, der die wohl wichtigsten Vorarbeiten zur Restitution des Gregorianischen Chorals im deutschsprachigen Raum leistete.
Seit 1882 lebte er in Templin (Uckermark/Brandenburg), wo er auch starb.